# إدوارد يانكوفسكي
إدوارد يانكوفسكي (بالبولندية: Edward Jankowski)‏ (9 يناير 1930 في بولندا - 19 مارس 1987) هو لاعب كرة قدم بولندي في مركز الهجوم. شارك مع منتخب بولندا لكرة القدم. أما مع النوادي، فقد لعب مع غوارديا وارسزاوا وغورنيك زابجه وليغيا وارسو و1. FC Kattowitz ‏.

## وصلات خارجية
- إدوارد يانكوفسكي على موقع قاعدة بيانات كرة القدم.إي يو (الإنجليزية)
- إدوارد يانكوفسكي على موقع عالم كرة القدم.نت (الإنجليزية)